# Ouahat Sidi Brahim
Ouahat Sidi Brahim (en àrab واحة سيدي ابراهيم, Wāḥat Sīdī Ibrāhīm; en amazic ⵡⴰⵃⵜ ⵙⵉⴷⵉ ⴱⵕⴰⵀⵉⵎ) és una comuna rural de la prefectura de Marràqueix, a la regió de Marràqueix-Safi, al Marroc. Segons el cens de 2014 tenia una població total de 25.320 persones.